# Кляушское сельское поселение
Кляушское сельское поселение — сельское поселение в Мамадышском районе Татарстана.
Административный центр — село Тогуз.
Находится в 40 км от райцентра — г. Мамадыш.
В состав поселения входят 6 населённых пунктов.

## Административное деление
- с. Тогуз
- с. Гурьевка
- с. Кляуш
- дер. Пойкино
- дер. Сарбаш
- дер. Чупаево